# The Head of the Family (film 1928)
The Head of the Family è un film muto del 1928 diretto da Joseph C. Boyle. Presentato da Samuel Sax, aveva come interpreti William Russell, Mickey Bennett, Virginia Lee Corbin, Richard Walling, Alma Bennett, William Welsh, Aggie Herring.
La sceneggiatura di Peter Milne si basa sull'omonimo racconto di George Randolph Chester pubblicato sul The Saturday Evening Post il 26 ottobre 1912.

## Trama
Daniel Sullivan deve momentaneamente assentarsi da casa per andare a curarsi e lascia la famiglia nelle mani di Eddie, l'idraulico, che viene incaricato di tenere d'occhio la petulante Maggie, moglie di Daniel, sua figlia Alice, una ragazza moderna, e Charly, il figlio maschio avventato e imprudente. Eddie prende in mano la situazione e ben presto addomestica Alice, togliendo Charly dalle grinfie di una femme fatale. Eddie e Alice si innamorano e quando Daniel torna a casa, trova una famiglia tranquilla e amorevole che lo attende.

## Produzione
Il film fu prodotto dalla Gotham Productions.

## Distribuzione
Il copyright del film, richiesto dalla Lumas Film Corp., fu registrato l'8 novembre 1928 con il numero LP25808.
Distribuito dalla Lumas Film Corporation e presentato da Samuel Sax, il film - dopo essere stato proiettato in prima a New York il 14 dicembre 1928 - uscì nelle sale cinematografiche degli Stati Uniti il 18 gennaio 1928 in una versione di 1.905 metri mentre nel Regno Unito, dove venne presentato in prima a Londra l'11 dicembre 1928 dalla Producers Distributing Corporation (PDC), la lunghezza venne ridotta a 1.635 metri, per un totale di sei rulli.
Non si conoscono copie ancora esistenti della pellicola che viene considerata presumibilmente perduta.